# Peak Antifreeze Indy 300 2009
Peak Antifreeze Indy 300 2009 var ett race som var den femtonde deltävlingen i IndyCar Series 2009. Racet kördes den 29 augusti på Chicagoland Speedway. Ryan Briscoe tog sig förbi Scott Dixon på mållinjen och vann ett maniskt race med 0,007 sekunders marginal. Det var Dixons fjärde raka andraplats på banan och hans femte totalt. Mário Moraes blev trea, bara 0,069 sekunder bakom Briscoe, medan även fyran Dario Franchitti var inom en tiondel från vinnaren. Alla tretton förare på ledarvarvet var inom samma sekund. Briscoe ryckte i tabellen, och hade 25 poäng ned till Franchitti med två race kvar, samt hela 33 poäng till Dixon.

## Slutresultat
| Plats | Förare            | Team                     | Grid | Snitt  |
| ----- | ----------------- | ------------------------ | ---- | ------ |
| 1     | Ryan Briscoe      | Team Penske              | 1    | 25,408 |
| 2     | Scott Dixon       | Chip Ganassi Racing      | 6    | 25,511 |
| 3     | Mário Moraes      | KV Racing Technology     | 8    | 25,530 |
| 4     | Dario Franchitti  | Chip Ganassi Racing      | 3    | 25,454 |
| 5     | Graham Rahal      | Newman/Haas Racing       | 5    | 25,503 |
| 6     | Ed Carpenter      | Vision Racing            | 12   | 25,650 |
| 7     | Oriol Servià      | Newman/Haas Racing       | 9    | 25,555 |
| 8     | Tomas Scheckter   | Dreyer & Reinbold Racing | 14   | 25,663 |
| 9     | Raphael Matos     | Luczo Dragon Racing      | 17   | 25,764 |
| 10    | Justin Wilson     | Dale Coyne Racing        | 15   | 25,688 |
| 11    | Marco Andretti    | Andretti Green Racing    | 7    | 25,514 |
| 12    | Danica Patrick    | Andretti Green Racing    | 10   | 25,557 |
| 13    | Tony Kanaan       | Andretti Green Racing    | 4    | 25,491 |
| 14    | Sarah Fisher      | Sarah Fisher Racing      | 19   | 25,796 |
| 15    | Ryan Hunter-Reay  | A.J. Foyt Enterprises    | 18   | 25,770 |
| 16    | Mike Conway       | Dreyer & Reinbold Racing | 16   | 25,729 |
| 17    | Ernesto Viso      | HVM Racing               | 20   | 25,861 |
| 18    | Robert Doornbos   | Newman/Haas Racing       | 22   | 25,912 |
| 19    | Jaques Lazier     | Team 3G                  | 23   | 26,265 |
| 20    | Hélio Castroneves | Team Penske              | 2    | 25,427 |
| 21    | Milka Duno        | Dreyer & Reinbold Racing | 21   | 25,876 |
| 22    | Dan Wheldon       | Panther Racing           | 11   | 25,593 |
| 23    | Hideki Mutoh      | Andretti Green Racing    | 13   | 25,659 |